# Nahschnellverkehrszug

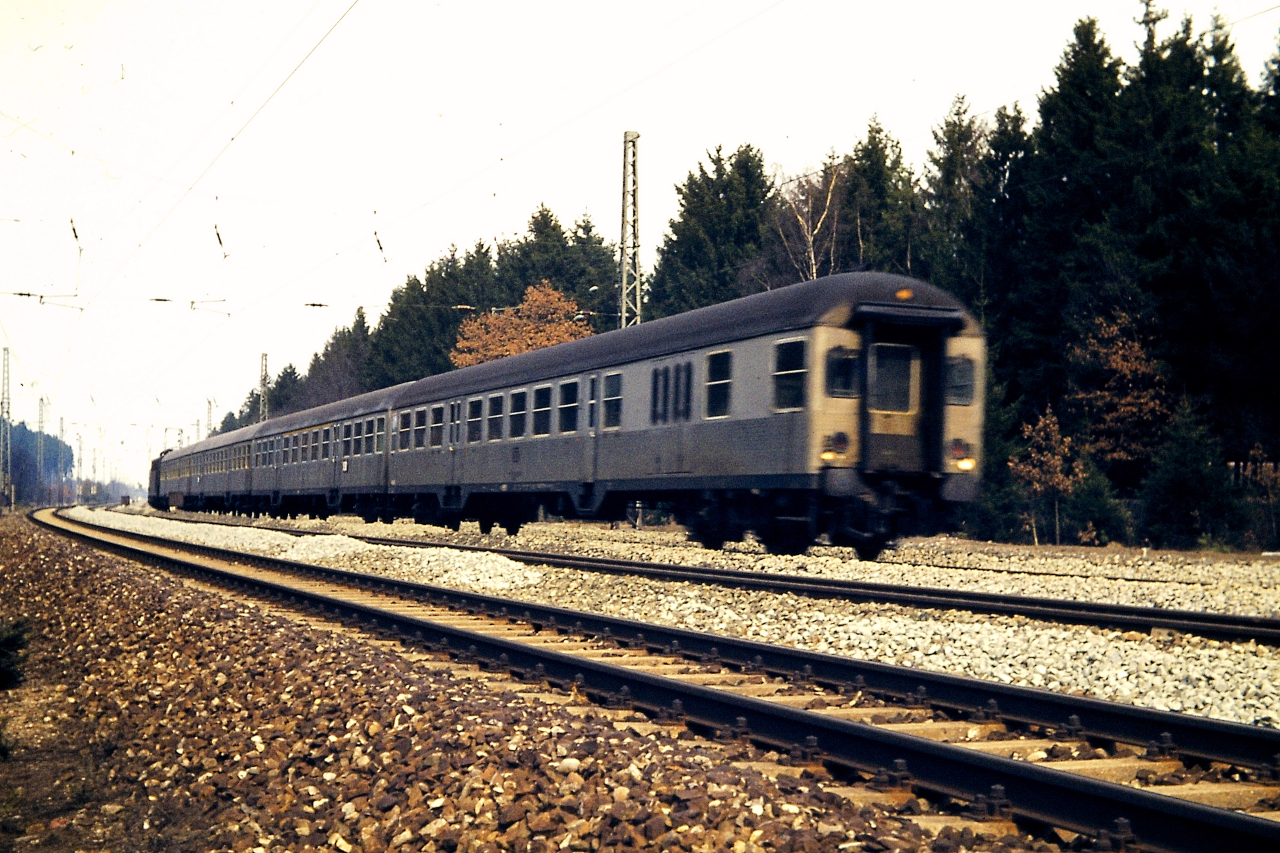
Aus n-Wagen gebildeter Nahschnellverkehrszug mit Steuerwagen voraus, hier auf der Fahrt von München nach Tutzing, aufgenommen 1970 zwischen Planegg und Gauting

Der Nahschnellverkehrszug, abgekürzt N, war eine Zuggattung des Schienenpersonennahverkehrs der Deutschen Bundesbahn (DB) in Ballungsgebieten, die – zusammen mit dem Städteschnellverkehrszug – mit Beginn des Sommerfahrplans am 20. Mai 1951 neu eingeführt wurde. Sie diente als Nachfolger für den, von 1932 bis 1939 sowie erneut ab dem 6. Dezember 1948 bestehenden Ruhrschnellverkehr (RSV), war aber nicht mehr auf das Ruhrgebiet begrenzt, sondern bundesweit anzutreffen. Vom Vorgänger übernommen wurde dabei die charakteristische Durchstreichung des Begriffs Nahschnellverkehrszug mit einem roten Diagonalbalken auf Zugzielanzeigern, Zuglaufschildern und Fahrplanheften.
Die zuschlagsfreien Nahschnellverkehrszüge waren unterhalb des Eilzugs (E) angeordnet und bedienten, wie Personenzüge (P), meist ebenfalls alle Unterwegsstationen. Sie zeichneten sich jedoch durch eine höhere Reisegeschwindigkeit aus, weil meist kein Reisegepäck oder Expressgut verladen wurde, sie relativ leicht waren und kurze Fahrgastwechselzeiten sowie eine höhere Höchstgeschwindigkeit aufwiesen. Zum Einsatz kamen ausschließlich Wendezüge oder Triebwagen, gelegentlich waren Nahschnellverkehrszüge auf Teilstrecken des Zuglaufs auch als Eilzug unterwegs.

## Untervarianten
Anfängliche Untervarianten des Nahschnellverkehrszugs, mit beschränkter Platzzahl und beschränktem Raum für Reisegepäck, waren der Nahschnellverkehrs-Triebwagen (Nt) und der Nahschnellverkehrs-Schienenomnibus (Nto). Zum Fahrplanwechsel am 23. Mai 1971 präzisierte die Deutsche Bundesbahn diese wie folgt:
| Ns, Nts und Ntos    | Nahschnellverkehrszug                    | Personenzüge des Nahverkehrs mit Reisegeschwindigkeiten über 50 km/h                                                                  |
| Nsb, Ntsb und Ntosb | Nahschnellverkehrszug des Berufsverkehrs | Personenzüge des Nahverkehrs mit Reisegeschwindigkeiten über 50 km/h, die überwiegend von Berufsreisenden und Schülern benutzt werden |

Zum Fahrplanwechsel am 30. Mai 1976 wurde der Nahschnellverkehrszug schließlich die seit 1969 bestehende Zuggattung Nahverkehrszug integriert. Gleichseitig übernahm diese, zuvor abkürzungslos, das Kürzel N.

## Einsatz außerhalb des Ruhrgebiets (Auswahl)
Über das Ruhrgebiet hinaus verkehrten Nahschnellverkehrszüge wie folgt (beispielhafte Auswahl):
- Mit ihrer Einführung zum Sommerfahrplan 1951 ab München Hauptbahnhof nach Starnberg, Tutzing und Herrsching.[8] Ab Ende der 1960er Jahre verkehrten sie auf nahezu allen Verbindungen des Vorortverkehrs,[9] die ab 1972 schrittweise zu Linien der S-Bahn München wurden.
- Ausschließlich im Sommerfahrplan 1951 verkehrte ein beschleunigtes Zugpaar mit nur wenigen Zwischenhalten als Nahschnellverkehrs-Triebwagen zwischen München Hbf und Tegernsee; danach wurde dieses Zugpaar als Städteschnellverkehrstriebwagen eingestuft.[10]
- Von Nürnberg Hauptbahnhof aus verkehrten ab dem Sommerfahrplan 1951 nach Roth, Forchheim, Neustadt (Aisch), Feucht, Ansbach, Pegnitz und Neukirchen.[11] Anfang der 1970er Jahre wurden nur noch die Züge nach Neustadt (Aisch) und Roth als Nahschnellverkehrszüge geführt.[12]
- Im Stuttgarter Vorortverkehr fuhren ab dem Sommerfahrplan 1951 Nahschnellverkehrstriebwagen im Taktverkehr zwischen Bietigheim (Württ) und Plochingen, sowie darüber hinaus bis nach Geislingen, Nürtingen, Waiblingen und Weil der Stadt.[13] Diese Verbindungen wurden ab 1978 überwiegend Teil der S-Bahn Stuttgart.
- Ab Frankfurt (Main) Hauptbahnhof mit Beginn des Sommerfahrplans am 23. Mai 1954 nach Bad Homburg und Kronberg (Taunus). Hierbei wurde bereits im 30-Minuten-Takt gefahren,[14] diese Verkehre wurden später von der S-Bahn Rhein-Main übernommen. Außerdem verkehrten zeitweise Nahschnellverkehrszüge nach Gelnhausen und Aschaffenburg Hbf.
- Ab dem 26. September 1965 im Großraum Hannover auf der Relation Nienburg (Weser)–Celle. Am 29. September 1968 folgte, mit der Elektrifizierung der Strecke Minden (Westfalen)–Wunstorf, eine zweite Verbindung Minden (Westfalen)–Hannover Hbf–Celle, am 31. Mai 1970 mit Elektrifizierung der Deisterbahn eine dritte. Hierbei handelte es sich um frühe Vorläufer der S-Bahn Hannover.
- Von Köln aus nach Aachen und Remscheid, heute teilweise Teil der S-Bahn Köln.
- Von Bielefeld nach Weetzen.
- Von Mannheim nach Karlsruhe.
- Im Winterfahrplan 1975/1976 von Braunschweig nach Goslar, dampfgeführt.[15]